# Суперсерия СССР — Канада (1974)
Суперсерия СССР — Канада 1974 года — серия из 8 игр между хоккейными сборными СССР и Канады.
Спустя два года после серии со сборной Канады, составленной из профессионалов Национальной хоккейной лиги, команда Советского Союза встретилась уже с канадцами из Всемирной хоккейной ассоциации, где главными «звёздами» были Бобби Халл и нестареющий Горди Хоу.
В Канаде игры прошли в Квебеке, Торонто, Виннипеге и Ванкувере. В СССР — в Москве, в отремонтированном Дворце спорта в Лужниках.
Команда Билла Харриса преимущественно старалась играть в комбинационной манере, что было совсем не похоже на игру канадцев в 1972 году. В первых четырёх матчах на льду Канады команды поделили очки, а вот в Москве сборная Советского Союза добилась практически полного преимущества. Лучшим бомбардиром советской команды стал Александр Якушев (5+3), также восемь баллов набрал Владимир Петров (2+6), семь (2+5) — Валерий Харламов. С канадской стороны отличились Халл (7+2), Бекстром (4+4), Хоу-отец (3+4) и Лакруа (1+7).
Суперсерия 1974 года положила начало отношениям между советским хоккеем и ВХА.

## Предыстория
Инициатива проведения Суперсерии исходила от ВХА. Соревнования должны были обеспечить хорошую прибыль, а также показать, что сборная звёзд ВХА ни в чём не уступает, а то и превосходит звёздную сборную НХЛ. Положительный ответ последовал довольно быстро; тому способствовало и заметное потепление в политических отношениях Востока и Запада. В СССР среди болельщиков реваншистских настроений не было, так как официальная позиция по итогу предыдущей Суперсерии заключалась в том, что, хотя канадцы и одержали на одну победу больше, но забили меньше шайб.
В 1974-м году сборную СССР воспринимали уже как уважаемого и, как минимум, равного соперника. Сборную поселили в Квебек-Сити в пятизвёздочном отеле «Хилтон», а на тренировки и игру в «Колизеум» они ездили с мотоциклетным эскортом по «зелёной улице». На первое занятие сборной СССР собрался полный зал, были среди зрителей и игроки сборной ВХА во главе с Бобби Халлом. Билеты на матчи канадской части серии были распроданы за несколько месяцев до её начала. В Квебеке они разыгрывались в лотерею — за шанс получить пропуск на игру люди платили по два доллара; из двух миллионов купивших лотерейный билет попали на матч только 15 тысяч. В Виннипеге десятидолларовые билеты шли с рук перед игрой за 20 номиналов.

## Игры

### Канада
Первый матч серии завершился вничью (3:3), благодаря впечатляющему голу Валерия Харламова, который на высокой скорости преодолел полплощадки, обвёл защитников Стэплтона и Трамбле и поднял шайбу под перекладину. На последней минуте выход один на один с Третьяком не реализовал Фрэнк Маховлич
Второй матч шёл с преимуществом канадцев (1:4). Гол Петрова в начале третьего периода не засчитал канадский судья Том Браун, впоследствии признавший ошибку и извинившийся.
В третьем матче советская сборная взяла убедительный реванш (8:5). Ворота канадцев защищал Маклеод; после этой игры замен Чиверса в воротах не происходило.
В первом периоде четвёртого матча Бобби Халл оформил хет-трик. «Бросок у Халла просто сумасшедший, может пальнуть как с кистей, так и с замаха, шайбы не видно. Я стал резко выкатываться ему навстречу, чтобы сократить угол обстрела». — вспоминал Третьяк. После первого периода хозяева повели 5:2, но сборная СССР вырвала ничью 5:5, завершая канадскую часть серии равенством очков 17:17.

### СССР
Перед московскими играми сборная Канады сыграла два товарищеских матча в Хельсинки и Гётеборге; выиграв у финнов и шведов 8:3 и 4:3 соответственно. В Москву канадцы прилетели 27 сентября; также приехало около трёх тысяч канадских болельщиков. Билеты стоили от 10 до 50 рублей (но в кассах их всё равно не было; они распределялись по организациям, начиная с ЦК КПСС). Однако люди в надежде на лишний билет дежурили в «Лужниках» непрерывно, вплоть до последнего матча серии. По причине хоккейного ажиотажа были перенесены похороны Василия Шукшина (причём, коллеги и товарищи Шукшина вспоминали, что вечером 1 октября они смотрели по телевизору первый матч московской части серии). Советская сборная выиграла три московские игры и в одном была зафиксирована ничья.
Из-за травмы Александра Якушева Лебедев и Бодунов теперь играли с Шадриным, а Анисин — с Мальцевым и Викуловым.
Тройка Анисин — Мальцев — Викулов открыла счёт в первом матче, а потом Мальцев реализовал большинство. Матч закончился со счётом 3:2.
Шестая игра (5:2) отличилась возросшим количеством фолов со стороны гостей. Канадцы набрали за игру 33 минуты штрафа (сборная СССР — девять). Марк Хоу жёстко встретил Петрова, в отместку Васильев основательно помял Брюса Макгрегора. Игра была омрачена послематчевой дракой защитника канадцев Рика Лея с Харламовым. Последний покинул лёд с залитым кровью лицом. Многие советские хоккеисты отказались жать соперникам руки. На следующий день главный тренер сборной СССР Борис Кулагин заявил, что «игроки, которые нанесли увечья и травмы советским хоккеистам, заслуживают отстранения от матчей». Канадцы извинились, инцидент замяли. При этом канадская сторона высказывала недовольство судейством.
В седьмом матче (4:4) — самом корректном матче серии — советская сборная впервые при Кулагине сыграла в четыре звена. Как и в предыдущем матче, советская сборная часто играла «в откат», отдавая инициативу гостям. Вместо получившего травму Мальцева в анисинском звене вышел подававший большие надежды Сергей Капустин, который и начал атаку, обращённую Анисиным во взятие ворот. Халл одновременно с финальной сиреной забросил пятую шайбу, дававшую гостям шанс на ничью в серии, однако судья Браун гол не засчитал.
В последнем матче Кулагин предоставил возможность поиграть тем, кто до сих пор сидел в запасе. Матч завершился со счётом 3:2.
В Москве Бобби Халлу так и не удалось поразить ворота Третьяка. Он отличился в восьмом матче серии в котором ворота сборной СССР защищал Александр Сидельников (на матчах присутствовала телевизионная группа, снимавшая документальный фильм «Халл против Третьяка»). После окончания серии канадцы проиграли в Праге сборной Чехословакии — 1:3).

## Матчи
| 17.09.74. | № 1. Квебек. СССР — Канада (ВХА) — 3:3 (0:1, 3:1, 0:1)   |
| Голы: 0:1 — Маккензи (Лакруа, Халл) 12:30; 1:1 — Лутченко (Цыганков, Капустин) 27:46; 1:2 — Халл (Г. Хоу, Уолтон) 32:07 (бол); 2:2 — Харламов (Васильев) 34:04; 3:2 — Петров (Гусев, Харламов) 37:10 (бол); 3:3 Халл (Лакруа, Маккензи) 54:18. СССР: Третьяк; Васильев — Гусев, Ляпкин — Цыганков, Лутченко — Кузнецов; Михайлов — Петров — Харламов, Мальцев — Шадрин — Якушев, Лебедев — Анисин — Бодунов, Капустин. Канада: Чиверс; Трамбле, Стэплтон, Бэкстрем, Ф. Маховлич, Г. Хоу, Лей, Селвуд, Смит, Шмир, Лакруа, Уолтон, Уль, Халл, Хендерсон, Макгрегор, Маккензи, Бернье, Тардиф. |                                                          |
| 19.09.74. | № 2. Торонто. СССР — Канада (ВХА) — 1:4 (0:2, 1:1, 0:1)  |
| Голы: 0:1 — Бэкстрем (М. Хоу, Г. Хоу) 4:31; 0:2 — Лакруа (Трамбле, Маккензи) 10:49 (бол); 0:3 — Халл (Лакруа, Маккензи) 22:50; 1:3 — Якушев (Лебедев) 33:09; 1:4 — Трамбле (Лакруа, Халл) 57:03 (бол). СССР: Третьяк; Васильев — Гусев, Цыганков — Ляпкин, Лутченко — Кузнецов; Михайлов — Петров — Харламов, Лебедев — Шадрин — Якушев, Мальцев — Анисин — Бодунов. Канада: Чиверс; Трамбле, Стэплтон, Бернье, Ф. Маховлич, Уль, Лей, Селвуд, Смит, Шмир, Уолтон, Лакруа, Г. Хоу, Марк Хоу, Бэкстрем, Халл, Хендерсон, Макгрегор, Маккензи. |                                                          |
| 21.09.74. | № 3. Виннипег. СССР — Канада (ВХА) — 8:5 (1:1, 3:1, 4:3) |
| Голы: 0:1 — Макгрегор (Хендерсон) 14:58 (мен); 1:1 — Якушев (Шадрин) 17:25; 2:1 — Михайлов (Петров) 21:23; 2:2 — Уэбстер (Бернье, Тардиф) 32:40; 3:2 — Петров (Михайлов, Васильев) 35:14 (бол); 4:2 — Мальцев (Анисин) 35:31; 5:2 — Якушев (Шадрин) 42:35; 6:2 — Бодунов 48:44; 7:2 — Якушев 51:27; 7:3 — Хендерсон 54:31; 7:4 — Хендерсон (Харрисон, Макгрегор) 55:04; 7:5 — Бернье (Тардиф, Стэплтон) 56:01; 8:5 — Лебедев (Лутченко) 58:05. СССР: Третьяк; Васильев — Гусев, Цыганков — Ляпкин, Лутченко — Кузнецов; Михайлов — Петров — Харламов, Лебедев — Шадрин — Якушев, Мальцев — Анисин — Бодунов. Канада: Маклеод (Грэттон, 58:56), Трамбле, Стэплтон, Лакруа, Халл, Маккензи, Уолтон, Уэбстер, Марти Хоу, Марк Хоу, Бэкстрем, Харрисон, Смит, Шмир, Хендерсон, Макгрегор, Бернье, Тардиф, Хэмилтон. |                                                          |
| 23.09.74. | № 4. Ванкувер. СССР — Канада (ВХА) — 5:5 (2:5, 1:0, 2:0) |
| Голы: 1:0 — Васильев (Харламов) 3:24; 1:1 — Г. Хоу (Бэкстрем, Стэплтон) 4:20; 2:1 — Михайлов (Петров) 5:59 (бол); 2:2 — Халл (Ф. Маховлич) 12:45 (бол); 2:3 — Халл (Стэплтон) 15:11; 2:4 — Ф. Маховлич (Уль, Бернье) 17:10; 2:5 — Халл (Лакруа) 17:45; 3:5 — Якушев (Лебедев) 31:04; 4:5 — Мальцев 56:08; 5:5 — Гусев (Михайлов, Петров) 56:59. СССР: Третьяк; Васильев — Гусев, Цыганков — Ляпкин, Лутченко — Кузнецов; Михайлов — Петров — Харламов, Лебедев — Шадрин — Якушев, Мальцев — Анисин — Бодунов, Волчков, Климов. Канада: Чиверс; Трамбле, Марти Хоу, Бэкстрем, Марк Хоу, Г. Хоу, Лей, Стэплтон, Смит, Шмир, Уолтон, Уль, Лакруа, Халл, Хендерсон, Макгрегор, Бернье, Маккензи, Ф. Маховлич. |                                                          |
| 01.10.74. | № 5. Москва. СССР — Канада (ВХА) — 3:2 (1:0, 1:1, 1:1)   |
| Голы: 1:0 — Мальцев (Викулов, Анисин) 5:34; 1:1 — Г. Хоу (Бэкстрем, Марк Хоу) 20:15; 2:1 — Мальцев (Шадрин, Викулов) 35:04 (бол); 3:1 — Гусев 51:48; 3:2 — Марк Хоу (Шмир) 58:10 (бол). СССР: Третьяк; Васильев — Гусев, Цыганков — Шаталов, Тюрин — Лутченко; Михайлов — Петров — Харламов, Лебедев — Шадрин — Бодунов, Викулов — Анисин — Мальцев, Котов. Канада: Чиверс; Лей, Трамбле, Селвуд, Стэплтон, Смит, Шмир, Уолтон, Уль, Лакруа, Уэбстер, Г. Хоу, Марк Хоу, Бэкстрем, Халл, Хендерсон, Бернье, Маккензи, Ф. Маховлич. |                                                          |
| 03.10.74. | № 6. Москва. СССР — Канада (ВХА) — 5:2 (2:1, 2:1, 1:0)   |
| Голы: 1:0 — Михайлов (Харламов) 0:34; 2:0 — Васильев 2:43; 2:1 — Уль (Шмир) 15:56; 2:2 — Г. Хоу (Марк Хоу) 26:15; 3:2 — Анисин (Викулов, Капустин) 28:22; 4:2 — Шаталов (Цыганков) 33:57 (бол); 5:2 — Харламов (Викулов) 53:00 (бол). СССР: Третьяк; Васильев — Гусев, Цыганков — Шаталов, Тюрин — Лутченко, Федоров; Михайлов — Петров — Харламов, Лебедев — Шадрин — Якушев, Викулов — Анисин — Мальцев, Капустин. Канада: Чиверс; Лей, Трамбле, Марти Хоу, Стэплтон, Смит, Шмир, Уль, Лакруа, Г. Хоу, Марк Хоу, Бэкстрем, Халл, Хендерсон, Макгрегор, Тардиф, Маккензи, Ф. Маховлич. |                                                          |
| 05.10.74. | № 7. Москва. СССР — Канада (ВХА) — 4:4 (2:1, 2:2, 0:1)   |
| Голы: 1:0 — Анисин (Лутченко) 3:34; 2:0 — Тюрин (Лебедев, Якушев) 6:47; 2:1 — Уэбстер (Лакруа) 17:42; 2:2 — Бэкстрем (Г. Хоу, Марк Хоу) 22:55; 2:3 — Марк Хоу (Трамбле, Бэкстрем) 26:38 (бол); 3:3 — Гусев (Петров, Харламов) 27:20 (бол); 4:3 — Михайлов (Петров, Харламов) 27:59; 4:4 — Бэкстрем (Трамбле) 46:38. СССР: Третьяк; Васильев — Гусев, Цыганков — Шаталов, Тюрин — Лутченко; Михайлов — Петров — Харламов, Лебедев — Шадрин — Якушев, Викулов — Анисин — Мальцев, Котов — Бодунов — Капустин. Канада: Чиверс; Лей, Трамбле, Стэплтон, Смит, Шмир, Хэмилтон, Уль, Лакруа, Уэбстер, Г. Хоу, Марк Хоу, Бэкстрем, Харрисон, Халл, Хендерсон, Бернье, Тардиф, Маккензи. |                                                          |
| 06.10.74. | № 8. Москва. СССР — Канада (ВХА) — 3:2 (0:1, 1:0, 2:1)   |
| Голы: 0:1 — Халл (Бэкстрем ,Трамбле) 13:47 (бол); 1:1 — Якушев (Шадрин) 26:27 (бол); 2:1 — Шалимов 40:53; 3:1 — Шалимов (Якушев) 46:59; 3:2 — Бэкстрем (Г. Хоу) 52:42. СССР: Сидельников; Лутченко — Гусев, Кузнецов — Ляпкин, Тюрин — Шаталов; Викулов — Мальцев — Харламов, Шалимов — Шадрин — Якушев, Котов — Анисин — Капустин, Попов. Канада: Чиверс; Лей, Трамбле, Селвуд, Марти Хоу, Стэплтон, Хэмилтон, Уолтон, Уль, Лакруа, Уэбстер, Г. Хоу, Марк Хоу, Бэкстрем, Харрисон, Халл, Бернье, Тардиф, Ф. Маховлич. |                                                          |

## Составы команд
СССР (тренер — Борис Кулагин): вратари — Владислав Третьяк, Александр Сидельников; защитники — Александр Гусев, Владимир Лутченко, Валерий Васильев, Виктор Кузнецов, Геннадий Цыганков, Юрий Ляпкин, Юрий Тюрин, Юрий Шаталов, Александр Филиппов, Александр Сапёлкин, Юрий Фёдоров; нападающие — Вячеслав Анисин, Валерий Харламов, Юрий Лебедев, Александр Мальцев, Владимир Шадрин, Александр Якушев, Александр Бодунов, Борис Михайлов, Владимир Петров, Сергей Капустин, Сергей Котов, Виктор Шалимов, Владимир Викулов, Александр Волчков, Константин Климов, Владимир Попов.
 Канада (тренер — Билли Харрис): вратари — Джерри Чиверс, Дон Маклеод; защитники — Жан-Клод Трамбле, Пэт Стэплтон, Рик Лей, Пол Шмир, Рик Смит, Брэд Селвуд, Марти Хоу, Эл Хэмилтон; нападающие — Бобби Халл, Ральф Бекстром, Андрэ Лакруа, Серж Бернье, Горди Хоу, Пол Хендерсон, Джон Маккензи, Марк Хоу, Режан Уль, Фрэнк Маховлич, Майк Уолтон, Марк Тардиф, Брюс Макгрегор, Том Уэбстер, Джим Харрисон.

### Лучшие бомбардиры
Бобби Халл — 9 очков (7г+2п)
 Александр Якушев — 7 (5+2)
 Ральф Бекстром — 7 (4+3)
 Горди Хоу — 7 (3+4)
 Валерий Харламов — 7 (2+5)
 Владимир Петров — 7 (2+5)
 Андрэ Лакруа — 7 (1+6)
 Борис Михайлов — 6 (4+2)
 Марк Хоу — 6 (2+4)
 Владимир Шадрин — 5 (1+4)
 Александр Гусев — 4 (3+1)
 Джон Маккензи — 4 (1+3)

## Итоги
В статье в «Советском спорте» Борис Кулагин критически призвал не переоценивать значение победы:
«Эта серия показала, что наши лучшие игроки превосходят канадских профессионалов в сумме всех слагаемых, из которых состоит хоккей. Но давайте задумаемся над одной деталью: мы сильнее 20-25 лучшими игроками, а если брать 50 или 100 хоккеистов с каждой стороны? Боюсь, что однозначного ответа не даст, пожалуй, никто. И я призываю и тренеров, и игроков засучить рукава, чтобы через несколько лет наша любая клубная команда высшей лиги спокойно могла выходить на лёд против любой зарубежной команды. И не просто "спокойно выходить", а побеждать!»
По мнению Михаила Мельникова, желание канадцев играть в советской комбинационной манере не принесло положительного результата, а к концу серии возрастные канадские игроки начали просто задыхаться.

## Память
- В Канаде продавался блок видеокассет с записями канадских матчей 1974 года под названием «Остаться в живых»[3].
- В честь 45-летия Серии в московском Музее хоккея состоялся торжественный вечер; мероприятие посетил посол Канады Стефан Жобен[4].